# R4 Esporte Clube
O R4 Esporte Clube é um clube de futebol feminino sediado em Juazeiro do Norte, cidade do estado do Ceará. Foi fundado em outubro de 2010 por Ronaldo Angelim como um projeto social e registrado como clube em 2022.

## História
O R4 foi fundado em 2010, em Juazeiro do Norte, pelo ex-jogador Ronaldo Angelim, que investiu em um sítio com a iniciativa de incentivar suas irmãs e familiares a praticarem esporte e melhorem sua qualidade de vida. Daí veio a ideia de formar um time de futebol feminino. Em 2015, nasceu a sua equipe de futebol masculino que disputou diversos campeonatos amadores em Juazeiro do Norte.
Em 2019, a equipe feminina conquistou o Campeonato Barbalhense, o Torneio Cachoeira dos Índios, na Paraíba, em 2020, e a Copa Replay Barbalhense, em 2021. O apogeu do elenco aconteceu na temporada 2022, com a conquista da ASSEAJUNO, e com a parceria do clube Guarani Esporte Clube, participaram do Campeonato Cearense pela primeira vez, alcançando a terceira posição.
Na temporada de 2023, o clube continuou a parceria com Guarani para a disputa da Série A3 do Campeonato Brasileiro, disputando em razão da boa campanha no estadual. O clube avançou até às oitavas de final, sendo superado pela equipe do VF4. No segundo semestre, estreou no Campeonato Cearense. Dessa vez, com seu próprio registro, o clube alcançou a terceira colocação novamente.

## Títulos
- Campeonato Barbalhense: 2019.[3]
- Torneio Cachoeira dos Índios: 2020.[3]
- Copa Replay Barbalhense: 2021.[3]
- Copa ASSEAJUNO: 2022.[4]
- Campeonato Juazeirense Sub-17: 2023.[11]